# Ла-Уньон (Чили)
Ла-Уньон (исп. La Unión) — город  в Чили. Административный центр одноимённой коммуны и провинции Ранко. Население — 25 615 человек (2002).   Город  и коммуна входит в состав провинции Ранко и области Лос-Риос.
Территория коммуны —  2.136,70  км². Численность населения — 39.541  житель (2007). Плотность населения — 18,51 чел./км².

## Расположение
Город  расположен в 54 км на юг от административного центра области города Вальдивия.
Коммуна граничит:
- на севере — c коммунами Корраль, Паильяко
- на северо-востоке — c коммуной Футроно
- на юго-востоке — c коммуной Лаго-Ранко
- на западе — c коммунами Сан-Пабло, Сан-Хуан-де-ла-Коста, Рио-Буэно

На западе коммуны расположен Тихий океан.

## Демография
Согласно сведениям, собранным в ходе переписи Национальным институтом статистики,  население коммуны составляет 39.541  человек, из которых 20.344  мужчины и 19.197  женщин.
Население коммуны составляет 10,58 % от общей численности населения области Лос-Риос. 37,7 %  относится к сельскому населению и 62,3 % — городское население.